# T. J. Miller

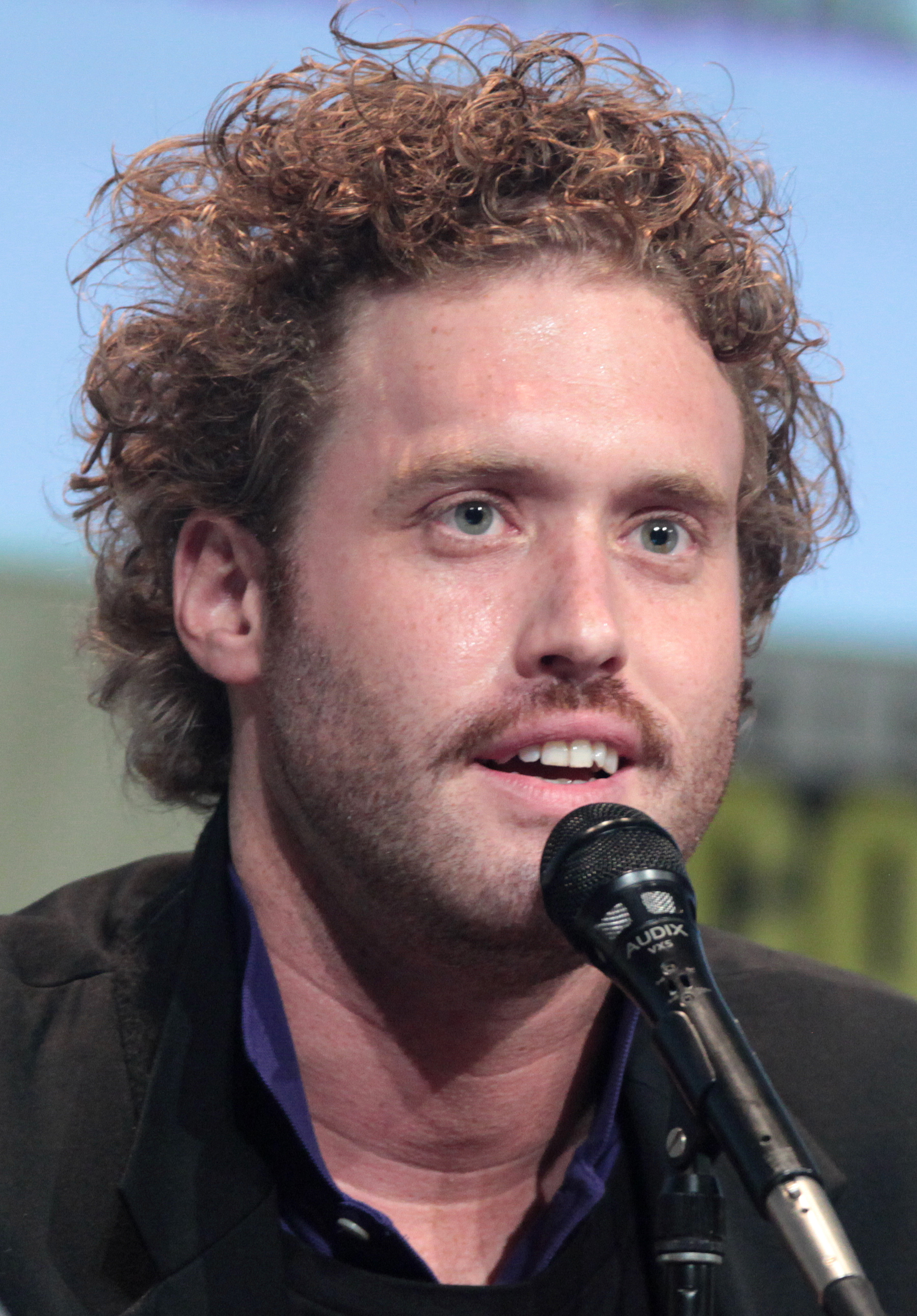
T. J. Miller auf der Comic-Con (2015)

Todd Joseph Miller (* 4. Juni 1981 in Denver, Colorado) ist ein US-amerikanischer Schauspieler und Komiker.

## Leben
Er studierte Psychologie an der George Washington University und Schauspiel an der British Academy of Dramatic Arts in Oxford. Anschließend zog er nach Chicago, um sich auf seine Komikerkarriere zu konzentrieren. Er konnte sich in der Improvisationsszene etablieren und wurde schließlich festes Mitglied der Theatergruppe The Second City.
Mit The Extended Play E.P. veröffentlichte Miller am 12. September 2011 ein Konzeptalbum, auf dem unter anderem Bo Burnham, Doug Benson, Pete Holmes, Ugly Duckling und Johnny Polygon auftraten.
2010 wurde bei Miller eine lebensbedrohliche Arteriovenöse Malformation diagnostiziert, die nach einer erfolgreichen Hirnoperation behoben werden konnte. Seit September 2015 ist er mit seiner langjährigen Freundin, der Schauspielerin Kate Gorney, verheiratet.
Am 18. März 2018 wurde Miller verhaftet, nachdem er einen Bombenalarm in einem New Yorker Zug ausgelöst hatte. Laut Zugbegleitern war er stark alkoholisiert, als er den Notruf tätigte, um auf eine Frau aufmerksam zu machen, die er als gefährlich einstufte. Er wurde später auf Kaution entlassen. Bei einem Gerichtsprozess hätte Miller zu bis zu fünf Jahren Haft verurteilt werden können. Im Juli 2021 wurde die Anklage gegen Auflagen fallen gelassen.

## Filmografie (Auswahl)
- 2008: Cloverfield
- 2009: Ausgequetscht (Extract)
- 2009: The Goods – Schnelle Autos, schnelle Deals (The Goods: Live Hard, Sell Hard)
- 2010: Drachenzähmen leicht gemacht (How to Train Your Dragon, Stimme von Taffnuss)
- 2010: Gullivers Reisen – Da kommt was Großes auf uns zu (Gulliver's Travels)
- 2010: Männertrip (Get Him to the Greek)
- 2010: Unstoppable – Außer Kontrolle (Unstoppable)
- 2010: Yogi Bär (Yogi Bear)
- 2010: Zu scharf um wahr zu sein (She’s Out of My League)
- 2011: Ice Age – Eine coole Bescherung (Ice Age: A Mammoth Christmas, Stimme von Prancer)
- 2011: Our Idiot Brother (Our Idiot Brother)
- 2012: Auf der Suche nach einem Freund fürs Ende der Welt (Seeking a Friend for the End of the World)
- 2012: Rock of Ages
- 2012: How to Rock (Fernsehserie, 2 Episoden)
- 2012–2016: Willkommen in Gravity Falls (Gravity Falls, Fernsehserie, 12 Episoden, Stimme von Robbie)
- 2012–2018: DreamWorks Dragons (Fernsehserie, Stimme von Taffnuss)
- 2014: Search Party
- 2014: Drachenzähmen leicht gemacht 2 (How to Train Your Dragon 2, Stimme von Taffnuss)
- 2014: Transformers: Ära des Untergangs (Transformers: Age of Extinction)
- 2014: Baymax – Riesiges Robowabohu (Big Hero 6, Stimme von Fred)
- 2014–2017: Silicon Valley (Fernsehserie)
- 2015: Hell and Back (Stimme von Augie)
- 2016: Deadpool
- 2016: Office Christmas Party
- 2017: Emoji – Der Film (The Emoji Movie, Stimme von Gene)
- 2018: Ready Player One
- 2018: Deadpool 2
- 2020: Underwater – Es ist erwacht (Underwater)
- 2020: The Stand-In

## Live-Programm
- No Real Reason (2011)

## Diskografie
- Extended Play E.P. (2011)
- The Extended Play E.P. Illegal Art Remix Tape (2012)